# Morti il 7 dicembre
| Questa pagina contiene informazioni ricavate automaticamente dalle voci biografiche con l'ausilio del template Bio e di un bot. L'aggiornamento è periodico e automatico e ricostruisce completamente la pagina. Se manca una persona in questa lista, sei pregato di non aggiungerla, ma accertati piuttosto che la sua voce biografica contenga il template Bio e che i dati anagrafici siano correttamente compilati. Se il template Bio manca, inseriscilo tu stesso o, in alternativa, metti l'avviso {{tmp\|Bio}} che ne segnala la mancanza. Se i dati riportati sono sbagliati, correggi direttamente la voce biografica; le modifiche saranno visibili in questa lista entro pochi giorni. Per chiarimenti vedi il progetto biografie. La lista contiene solo le 519 persone che sono citate nell'enciclopedia e per le quali è stato implementato correttamente il template Bio. Pagina aggiornata al 5 ago 2025. |

## I secolo a.C.(1)
- 43 a.C. - Marco Tullio Cicerone, avvocato, politico e scrittore romano (n. 106 a.C.)

## III secolo(1)
- 283 - Papa Eutichiano, papa, vescovo e santo

## VII secolo(1)
- 675 - Santa Fara, badessa e santa franca (n. 595)

## IX secolo(1)
- 881 - Ansperto, arcivescovo italiano

## X secolo(1)
- 983 - Ottone II di Sassonia, re sassone

## XII secolo(4)
- 1111 - Ōe no Masafusa, poeta e scrittore giapponese (n. 1041)
- 1124 - Rodolfo I della marca del Nord, nobile tedesco
- 1134 - Pietro di Porto, cardinale e vescovo cattolico italiano
- 1151 - Werner di Steußlingen, vescovo cattolico tedesco

## XIII secolo(5)
- 1218 - Filofteia di Arges, religiosa bulgara (n. 1206)
- 1237 - Abraham ben Maimon, medico e rabbino egiziano (n. 1186)
- 1254 - Papa Innocenzo IV, papa, cardinale e vescovo cattolico italiano
- 1279 - Boleslao V di Polonia, sovrano polacco (n. 1226)
- 1295 - Gilberto di Clare, VII conte di Gloucester, nobile e condottiero inglese (n. 1243)

## XIV secolo(3)
- 1306 - Teodorico Ranieri, cardinale italiano
- 1311 - Leonardo Patrasso, cardinale e arcivescovo cattolico italiano (n. 1230)
- 1362 - Bartolomeo Caracciolo, diplomatico e scrittore italiano

## XV secolo(5)
- 1441 - Bartolomeo di Fruosino, pittore e miniatore italiano
- 1473 - Enrico il Pacifico di Brunswick-Lüneburg, duca (n. 1411)
- 1495 - Gabriel Biel, teologo e filosofo tedesco
- 1498 - Alessandro Hegio, umanista tedesco
- 1500 - Gurlino Tombesi, condottiero italiano

## XVI secolo(10)
- 1528 - Margherita di Sassonia, principessa sassone (n. 1469)
- 1534 - Andrea Giovanni Lascaris, umanista e scrittore bizantino (n. 1445)
- 1555 - Nilo di Stolobnyj, religioso russo
- 1557 - Mary FitzRoy, nobile inglese (n. 1519)
- 1560 - Ernesto di Baviera, nobile tedesco (n. 1500)
- 1562 - Adrian Willaert, compositore fiammingo (n. 1490)
- 1565 - Tiberio Calcagni, scultore e architetto italiano (n. 1532)
- 1583 - Nurbanu Sultan, sultana ottomana
- 1591 - Pedro Moya de Contreras, arcivescovo cattolico spagnolo
- 1592 - Alessandro Fei, pittore italiano (n. 1543)

## XVII secolo(17)
- 1613 - Simone VI di Lippe, nobile tedesco (n. 1554)
- 1615 - Gerard Reynst, mercante olandese
- 1618 - Bernardo de Sandoval y Rojas, cardinale e arcivescovo cattolico spagnolo (n. 1546)
- 1622 - Sofia di Brandeburgo, tedesca (n. 1568)
- 1638 - Epifanio Ferdinando, medico e filosofo italiano (n. 1569)
- 1640 - Rinaldo Scarlicchio, vescovo cattolico italiano
- 1643 - Annella di Massimo, pittrice italiana (n. 1602)
- 1645 - Filippo Teodoro di Waldeck, nobile tedesco (n. 1614)
- 1647 - Francesco di Alessandro Leoncini, pittore italiano
- 1649 - Carlo Garnier, presbitero e missionario francese (n. 1605)
- 1657 - Agostino Centurione, doge (n. 1584)
- 1659 - Ralph Brownrigg, vescovo anglicano inglese (n. 1592)
- 1674 - Carlo Emilio di Brandeburgo, principe (n. 1655)
- 1682 - Maria Pico della Mirandola, nobile italiana (n. 1613)
- 1683 - Algernon Sidney, politico inglese (n. 1623)
- 1694 - Tiberio Fiorilli, attore teatrale italiano (n. 1608)
- 1698 - Andrea Guarneri, liutaio italiano (n. 1623)

## XVIII secolo(25)
- 1709 - Meindert Hobbema, pittore olandese (n. 1638)
- 1710 - Carlo II Cybo-Malaspina, sovrano italiano (n. 1631)
- 1711 - William Fermor, I barone Leominster, nobile e politico inglese (n. 1648)
- 1716 - George Gordon, I duca di Gordon, nobile scozzese (n. 1649)
- 1719 - Ansaldo Ansaldi, giurista e letterato italiano (n. 1651)
- 1723 - Jan Blažej Santini-Aichel, architetto ceco (n. 1677)
- 1733 - Edward Lovett Pearce, architetto irlandese (n. 1699)
- 1734 - James Figg, pugile inglese (n. 1695)
- 1741 - Carlo Ambrogio Mezzabarba, patriarca cattolico italiano (n. 1685)
- 1772 - Martín Sarmiento, religioso e saggista spagnolo (n. 1695)
- 1775 - Charles Saunders, ammiraglio britannico (n. 1715)
- 1775 - Fabrizio Serbelloni, cardinale e arcivescovo cattolico italiano (n. 1695)
- 1778 - Joseph Xaupi, abate, scrittore e letterato francese (n. 1688)
- 1779 - Serafino II di Costantinopoli, arcivescovo ortodosso ottomano
- 1782 - Hyder Ali, sultano e militare indiano (n. 1721)
- 1786 - Alessandro Papacino D'Antoni, militare italiano (n. 1714)
- 1792 - Domenico Catazzo, poeta, agronomo e botanico italiano (n. 1715)
- 1792 - Marie-Jeanne Riccoboni, scrittrice e attrice teatrale francese (n. 1713)
- 1793 - Joseph Bara, militare francese (n. 1779)
- 1794 - Francesco Parisi, letterato e presbitero italiano (n. 1710)
- 1797 - Jean-Baptiste Annibal Aubert du Bayet, politico e generale francese (n. 1757)
- 1799 - Francesco Conforti, presbitero, teologo e giurista italiano (n. 1743)
- 1799 - Antonio Raffaello Doria, militare italiano (n. 1766)
- 1799 - Ferdinando Ruggi d'Aragona, patriota e nobile italiano (n. 1760)
- 1800 - Wilhelm von Knyphausen, generale tedesco (n. 1716)

## XIX secolo(69)
- 1802 - Carlo Giuseppe Filippa della Martiniana, cardinale e vescovo cattolico italiano (n. 1724)
- 1803 - Küçük Hüseyin Pascià, ammiraglio ottomano (n. 1757)
- 1805 - Federico di Danimarca, nobile danese (n. 1753)
- 1815 - Emanuele Moncada Oneto, nobile, politico e militare italiano (n. 1740)
- 1815 - Michel Ney, generale francese (n. 1769)
- 1820 - Denis Decrès, ammiraglio francese (n. 1761)
- 1821 - Saverio Dalla Rosa, pittore e incisore italiano (n. 1745)
- 1821 - Pomare II, re (n. 1782)
- 1822 - John Aikin, scrittore inglese (n. 1747)
- 1826 - John Flaxman, scultore e disegnatore britannico (n. 1755)
- 1826 - Francesco Zacchiroli, poeta e saggista italiano (n. 1750)
- 1829 - Isidro González Velázquez, architetto spagnolo (n. 1765)
- 1833 - Filippo Rega, incisore e medaglista italiano (n. 1761)
- 1834 - François-Auguste Parseval-Grandmaison, poeta e traduttore francese (n. 1759)
- 1836 - Luisa di Prussia, principessa prussiana (n. 1770)
- 1847 - Robert Liston, medico scozzese (n. 1794)
- 1849 - Delphine LaLaurie, serial killer statunitense (n. 1787)
- 1852 - Bernardo Canal, patriota italiano (n. 1824)
- 1852 - Carlo Poma, medico e patriota italiano (n. 1823)
- 1852 - Angelo Scarsellini, patriota italiano (n. 1823)
- 1852 - Enrico Tazzoli, presbitero e patriota italiano (n. 1812)
- 1852 - Giovanni Zambelli, patriota italiano (n. 1824)
- 1856 - Christoph Friedrich Otto, botanico tedesco (n. 1783)
- 1859 - Placido Fabris, pittore italiano (n. 1802)
- 1865 - Antonio Fontana, presbitero e pedagogista svizzero (n. 1784)
- 1869 - Étienne-Hippolyte Godde, architetto francese (n. 1781)
- 1870 - Pietro Antonio de Mojana, compositore italiano (n. 1800)
- 1870 - Ján Palárik, presbitero e drammaturgo slovacco (n. 1822)
- 1870 - Mychajlo Verbyc'kyj, compositore e presbitero ucraino (n. 1815)
- 1871 - Nicolas Levasseur, basso francese (n. 1791)
- 1871 - Wilhelm Steuerwaldt, pittore tedesco (n. 1815)
- 1874 - Konstantin von Tischendorf, teologo e filologo tedesco (n. 1815)
- 1875 - Vincenzo Pinali, medico italiano (n. 1802)
- 1876 - Emilio Cavenaghi, pittore italiano (n. 1852)
- 1876 - Salim bin Thuwaini, sovrano omanita (n. 1839)
- 1876 - Hermann von Barth, alpinista, avvocato e geologo tedesco (n. 1845)
- 1878 - Antimo VI di Costantinopoli, arcivescovo ortodosso greco (n. 1782)
- 1879 - Jón Sigurðsson, politico islandese (n. 1811)
- 1879 - José Gregorio Suárez, militare uruguaiano (n. 1813)
- 1879 - Alessandrina Tambasco, patriota italiana (n. 1792)
- 1880 - Maria Giuseppa Rossello, religiosa italiana (n. 1811)
- 1881 - Julius Bahnsen, filosofo tedesco (n. 1830)
- 1881 - Carlo Pepoli, poeta, politico e librettista italiano (n. 1796)
- 1883 - George Craven, III conte di Craven, nobile inglese (n. 1841)
- 1883 - Agostino Taraschi, politico e scrittore italiano (n. 1822)
- 1883 - Vincenzo Zanetti, presbitero e storico italiano (n. 1824)
- 1884 - Luigi Buglione di Monale, militare italiano (n. 1821)
- 1884 - Girolamo Cantelli, patriota e politico italiano (n. 1815)
- 1886 - John Edmond Owens, attore teatrale inglese (n. 1823)
- 1887 - Emanuele Barba, filosofo e medico italiano (n. 1819)
- 1887 - Tito Giuseppe Viazzi, militare italiano (n. 1816)
- 1889 - Karolina Andriette Ahlsell, svedese (n. 1803)
- 1889 - Nicola Sanesi, pittore italiano (n. 1818)
- 1889 - Carlo Maria Tallarigo, letterato e presbitero italiano (n. 1832)
- 1890 - Camillo Guglielmo Bianchi, organaro italiano (n. 1821)
- 1892 - Joseph-Philibert Girault de Prangey, fotografo e disegnatore francese (n. 1804)
- 1892 - Giovanni Battista Tenani, politico e militare italiano (n. 1831)
- 1894 - Ulrich Geisser, banchiere svizzero (n. 1824)
- 1894 - Ferdinand de Lesseps, diplomatico e imprenditore francese (n. 1805)
- 1894 - Sofie Ribbing, pittrice svedese (n. 1835)
- 1895 - Adriano Issel, militare italiano (n. 1862)
- 1895 - Ignazio Persico, cardinale e arcivescovo cattolico italiano (n. 1823)
- 1895 - Pietro Toselli, militare italiano (n. 1856)
- 1896 - Luis Ricardo Falero, pittore spagnolo (n. 1851)
- 1896 - Antonio Maceo Grajales, generale e politico cubano (n. 1845)
- 1896 - Louis Auguste Rogeard, giornalista e insegnante francese (n. 1820)
- 1896 - Maria Wodzińska, nobile polacca (n. 1819)
- 1899 - Juan Luna, pittore e attivista filippino (n. 1857)
- 1900 - Richard Altmann, anatomista tedesco (n. 1852)

## XX secolo(268)
- 1902 - Pierre Paul Dehérain, botanico, fisiologo e chimico francese (n. 1830)
- 1902 - Thomas Nast, illustratore statunitense (n. 1840)
- 1903 - Arthur Milchhöfer, archeologo tedesco (n. 1852)
- 1903 - Filippo Speranza, medaglista italiano (n. 1839)
- 1904 - Agostino Fossati, pittore italiano (n. 1830)
- 1906 - Febo Arcangeli, patriota e militare italiano (n. 1839)
- 1906 - Élie Ducommun, giornalista e politico svizzero (n. 1833)
- 1906 - Isidoro Mel, patriota, magistrato e politico italiano (n. 1834)
- 1908 - Pasquale Atenolfi, patriota e politico italiano (n. 1826)
- 1909 - Giuseppe Cerrano, imprenditore italiano (n. 1841)
- 1910 - Luigi Simeoni, politico italiano (n. 1847)
- 1911 - George Henry Lewis, avvocato inglese (n. 1833)
- 1911 - Edmond Saglio, archeologo francese (n. 1828)
- 1912 - Diomede Bonamici, medico e letterato italiano (n. 1823)
- 1912 - George Darwin, astronomo e matematico britannico (n. 1845)
- 1913 - Antonio Greco, attore italiano (n. 1884)
- 1913 - Ernst Heinrich Göring, politico e diplomatico tedesco (n. 1839)
- 1913 - Camille Jenatzy, ingegnere e pilota automobilistico belga (n. 1868)
- 1913 - Luigi Oreglia di Santo Stefano, cardinale e arcivescovo cattolico italiano (n. 1828)
- 1916 - Luigi Sorricchio, archeologo e storico italiano (n. 1865)
- 1917 - Giovanni Cena, poeta e scrittore italiano (n. 1870)
- 1917 - Maximilian Vogel von Falckenstein, generale prussiano (n. 1839)
- 1917 - Aloisius Ludwig Minkus, violinista e compositore austriaco (n. 1826)
- 1917 - Pasquale Villari, storico e politico italiano (n. 1827)
- 1918 - Luigi Cavenaghi, restauratore e pittore italiano (n. 1844)
- 1918 - Günther von Saar, alpinista, medico e insegnante austriaco (n. 1878)
- 1919 - Marianna Paulucci, ornitologa e botanica italiana (n. 1835)
- 1920 - José Sebastião d'Almeida Neto, cardinale e patriarca cattolico portoghese (n. 1841)
- 1920 - Noè Bordignon, pittore italiano (n. 1841)
- 1921 - Žemaitė, scrittrice lituana (n. 1845)
- 1922 - Filippo Masci, filosofo e politico italiano (n. 1844)
- 1923 - Ambrogio Portaluppi, presbitero, teologo e scrittore italiano (n. 1863)
- 1923 - Frederick Treves, medico e chirurgo britannico (n. 1853)
- 1924 - Gaspare Cocozza di Montanara, politico italiano (n. 1843)
- 1924 - William Henry Finlay, astronomo sudafricano (n. 1849)
- 1924 - Charles Hermans, pittore belga (n. 1839)
- 1925 - Felice De Stefano, ingegnere navale e dirigibilista italiano (n. 1889)
- 1925 - Antonio Vallone, politico italiano (n. 1858)
- 1927 - Louis Cheikho, presbitero e arabista libanese (n. 1859)
- 1928 - Mario Alessi, avvocato e politico italiano (n. 1854)
- 1928 - Blair Cochrane, velista britannico (n. 1853)
- 1928 - Giuseppe Francica-Nava de Bondifè, cardinale e arcivescovo cattolico italiano (n. 1846)
- 1928 - James Whitbread Lee Glaisher, matematico britannico (n. 1848)
- 1928 - Władysław Krynicki, vescovo cattolico polacco (n. 1861)
- 1929 - Charles Monro, I baronetto, generale britannico (n. 1860)
- 1930 - Jesús Flores Magón, politico, giurista e giornalista messicano (n. 1871)
- 1930 - Alberto Gianni, inventore italiano (n. 1891)
- 1930 - Julius Rolshoven, pittore statunitense (n. 1858)
- 1931 - Leslie Hunter, pittore scozzese (n. 1877)
- 1932 - Emil Hasler, calciatore svizzero (n. 1883)
- 1933 - Giuseppe Albini, filologo classico, latinista e politico italiano (n. 1863)
- 1933 - Carlo Bonfanti, tuffatore italiano (n. 1875)
- 1933 - Jan Brandts Buys, compositore olandese (n. 1868)
- 1933 - James Cullen, gesuita, matematico e insegnante irlandese (n. 1867)
- 1933 - Adolph Klauber, produttore teatrale, regista e critico teatrale statunitense (n. 1879)
- 1933 - Stella Benson, scrittrice britannica (n. 1892)
- 1935 - Vera Vsevolodovna Baranovskaja, attrice russa (n. 1885)
- 1936 - Davide Campari, imprenditore italiano (n. 1867)
- 1936 - Jean Mermoz, aviatore francese (n. 1901)
- 1936 - Vicente Palacios, calciatore spagnolo (n. 1900)
- 1937 - Pietro Grosso, militare italiano (n. 1893)
- 1937 - Alfredo Viviani, calciatore, dirigente sportivo e scrittore italiano (n. 1889)
- 1938 - Auguste Daumain, pistard e ciclista su strada francese (n. 1877)
- 1938 - Reginald Turner, scrittore inglese (n. 1869)
- 1938 - Goffredo Zaccherini, vescovo cattolico, teologo e scrittore italiano (n. 1871)
- 1940 - Cecil Forsyth, compositore, violista e musicologo inglese (n. 1870)
- 1940 - Jack Lambert, calciatore inglese (n. 1902)
- 1940 - Aldo Pellegrini, generale e aviatore italiano (n. 1888)
- 1940 - Pietro Pintor, generale italiano (n. 1880)
- 1940 - Paul Ferdinand Schilder, psicologo austriaco (n. 1886)
- 1941 - Mervyn Bennion, militare statunitense (n. 1887)
- 1941 - Petar Herceg, militare e marinaio statunitense (n. 1893)
- 1941 - Isaac Kidd, ammiraglio statunitense (n. 1884)
- 1941 - Umberto Nicosia, militare italiano (n. 1915)
- 1941 - Robert Raymond Scott, militare e marinaio statunitense (n. 1915)
- 1941 - Vitige Tirelli, psichiatra italiano (n. 1866)
- 1941 - Franklin Van Valkenburgh, militare e marinaio statunitense (n. 1888)
- 1942 - Giuseppe Appiani, chimico e ingegnere italiano (n. 1863)
- 1942 - Hubert Gercke, generale tedesco (n. 1881)
- 1942 - Orland Steen Loomis, avvocato e politico statunitense (n. 1893)
- 1942 - Teodoro Mayer, giornalista, politico e banchiere italiano (n. 1860)
- 1942 - Frederick Riley, calciatore inglese (n. 1912)
- 1943 - Ruth Belville, imprenditrice britannica (n. 1854)
- 1943 - Bernardo Melacci, anarchico e antifascista italiano (n. 1893)
- 1943 - Ernesto Reinach, imprenditore italiano (n. 1855)
- 1944 - Gerhard Palitzsch, militare tedesco (n. 1913)
- 1944 - Georges Tainturier, schermidore francese (n. 1890)
- 1945 - Ottorino Davoli, pittore italiano (n. 1888)
- 1946 - Sada Yacco, attrice teatrale e danzatrice giapponese (n. 1871)
- 1946 - Laurette Taylor, attrice statunitense (n. 1884)
- 1947 - Ubaldo Arata, direttore della fotografia italiano (n. 1895)
- 1947 - Tristan Bernard, scrittore, commediografo e giornalista francese (n. 1866)
- 1947 - Nicholas Murray Butler, filosofo, diplomatico e politico statunitense (n. 1862)
- 1947 - Giuseppe Zago, attore italiano (n. 1881)
- 1948 - William Cadman, tipografo e missionario britannico (n. 1883)
- 1948 - Joannes Henri François, scrittore e attivista olandese (n. 1884)
- 1948 - Giuseppe Malattia della Vallata, poeta, scrittore e saggista italiano (n. 1875)
- 1948 - Stephen Reid, pittore e illustratore britannico (n. 1873)
- 1949 - Rex Beach, romanziere, pallanuotista e sceneggiatore statunitense (n. 1877)
- 1950 - Sebastiano Arturo Luciani, compositore, musicologo e critico cinematografico italiano (n. 1884)
- 1950 - Evelyn Selbie, attrice statunitense (n. 1871)
- 1950 - Wojciech Weiss, pittore e disegnatore polacco (n. 1875)
- 1951 - Alberto Lais, ammiraglio italiano (n. 1882)
- 1951 - Edward Leedskalnin, scultore statunitense (n. 1887)
- 1952 - Forest Ray Moulton, astronomo e matematico statunitense (n. 1872)
- 1953 - Bertram Grassby, attore inglese (n. 1880)
- 1954 - Kate Davenport, attrice statunitense (n. 1896)
- 1954 - Jiang Kanghu, attivista e politico cinese (n. 1883)
- 1954 - Mabel St Clair Stobart, attivista britannica (n. 1862)
- 1955 - Manfred Bukofzer, musicologo tedesco (n. 1910)
- 1956 - Paul Delorme, fisico e imprenditore francese (n. 1868)
- 1956 - Huntley Gordon, attore canadese (n. 1887)
- 1956 - Reşat Nuri Güntekin, scrittore turco (n. 1889)
- 1957 - Giovanni Sismondo, arcivescovo cattolico italiano (n. 1879)
- 1958 - Franco Raimondi, calciatore italiano (n. 1928)
- 1959 - Charlie Hall, attore inglese (n. 1899)
- 1960 - Clara Haskil, pianista rumena (n. 1895)
- 1961 - Michal Buzalka, vescovo cattolico slovacco (n. 1885)
- 1961 - Albert Geromini, hockeista su ghiaccio svizzero (n. 1896)
- 1961 - Leonardo Olschki, filologo italiano (n. 1885)
- 1961 - Herbert Pitman, marinaio britannico (n. 1877)
- 1961 - René Adolphe Schwaller de Lubicz, alchimista, esoterista e egittologo francese (n. 1887)
- 1961 - Con Walsh, martellista canadese (n. 1885)
- 1961 - Emil Zilliacus, poeta finlandese (n. 1878)
- 1962 - Kirsten Flagstad, soprano norvegese (n. 1895)
- 1963 - Costantino Bresciani Turroni, economista e politico italiano (n. 1882)
- 1963 - Otto Eisenschiml, chimico austriaco (n. 1880)
- 1963 - Jan Schindeler, calciatore olandese (n. 1892)
- 1963 - Bruno Zauli, dirigente sportivo italiano (n. 1902)
- 1964 - Nikolaj Nikolaevič Aničkov, patologo russo (n. 1885)
- 1964 - Sepp Kerschbaumer, terrorista italiano (n. 1913)
- 1965 - Henri Frotier de La Messelière, storico e genealogista francese (n. 1875)
- 1966 - Paul Granier de Cassagnac, politico, giornalista e militare francese (n. 1880)
- 1966 - Joseph Léstienne, ginnasta francese (n. 1876)
- 1967 - House Peters, attore inglese (n. 1880)
- 1967 - George Tessier, storico, archivista e diplomatista francese (n. 1891)
- 1968 - Giovanni Dolfin, politico italiano (n. 1902)
- 1968 - George Murphy, chimico statunitense (n. 1903)
- 1969 - Giuseppe Blanc, compositore italiano (n. 1886)
- 1969 - Augusto Marcacci, attore e doppiatore italiano (n. 1892)
- 1969 - Eric Portman, attore inglese (n. 1901)
- 1969 - Ladislav Šimůnek, calciatore cecoslovacco (n. 1916)
- 1969 - Hugh Williams, attore e drammaturgo britannico (n. 1904)
- 1969 - Élisabeth d'Ayen, tennista francese (n. 1898)
- 1970 - Romaine Brooks, pittrice statunitense (n. 1874)
- 1970 - Emile Girardeau, scienziato francese (n. 1882)
- 1970 - Rube Goldberg, fumettista statunitense (n. 1883)
- 1971 - Giacomo Fauser, ingegnere e chimico italiano (n. 1892)
- 1971 - Ferdinand Pecora, avvocato e magistrato italiano (n. 1882)
- 1971 - Fernando Quiroga y Palacios, cardinale e arcivescovo cattolico spagnolo (n. 1900)
- 1972 - Kārlis Balodis, calciatore lettone (n. 1905)
- 1972 - Humberto Mariles, cavaliere messicano (n. 1913)
- 1973 - Aleksandr Gorbatov, generale sovietico (n. 1891)
- 1973 - Henri Le Saux, monaco cristiano francese (n. 1910)
- 1973 - Benn Wolfe Levy, commediografo, sceneggiatore e politico britannico (n. 1900)
- 1973 - Alfredo Rigodanzo, partigiano italiano (n. 1922)
- 1973 - Eino Soinio, calciatore finlandese (n. 1894)
- 1974 - Pierre Renouvin, storico francese (n. 1893)
- 1974 - Paul Wartelle, ginnasta francese (n. 1892)
- 1975 - Aniceto Del Massa, scrittore, esoterista e astrologo italiano (n. 1898)
- 1975 - Hardie Albright, attore statunitense (n. 1903)
- 1975 - Beatrix Loughran, pattinatrice artistica su ghiaccio statunitense (n. 1900)
- 1975 - Alberto Molina, allenatore di calcio e calciatore italiano (n. 1921)
- 1975 - Thornton Wilder, drammaturgo e scrittore statunitense (n. 1897)
- 1976 - Tancredi Dotta Rosso, politico italiano (n. 1921)
- 1976 - Josef Tesař, allenatore di calcio cecoslovacco (n. 1895)
- 1977 - Basil Embry, generale e aviatore inglese (n. 1902)
- 1977 - Peter Carl Goldmark, ingegnere ungherese (n. 1906)
- 1977 - Georges Grignard, pilota automobilistico francese (n. 1905)
- 1977 - Arthur Meille, calciatore italiano (n. 1892)
- 1977 - Adalbert Püllöck, calciatore rumeno (n. 1907)
- 1977 - Anastasija Michajlovna de Torby, contessa (n. 1892)
- 1978 - I. Stanford Jolley, attore statunitense (n. 1900)
- 1978 - Danilo Paris, politico italiano (n. 1910)
- 1978 - Arthur Trumbull Warner, militare e aviatore statunitense (n. 1916)
- 1978 - Alexander Wetmore, ornitologo, paleontologo e biologo statunitense (n. 1886)
- 1979 - Nicolas Born, scrittore e poeta tedesco (n. 1937)
- 1979 - Cecilia Payne Gaposchkin, astrofisica britannica (n. 1900)
- 1979 - Eddie Gottlieb, cestista, allenatore di pallacanestro e dirigente sportivo statunitense (n. 1898)
- 1979 - Ernesto Sandroni, calciatore italiano (n. 1920)
- 1979 - Shahriar Shafiq, militare iraniano (n. 1945)
- 1979 - Caterina Tufarelli Palumbo, politica italiana (n. 1922)
- 1980 - Karl Brunner, generale e poliziotto tedesco (n. 1900)
- 1980 - Gerard Bucknall, generale britannico (n. 1894)
- 1980 - Darby Crash, cantante statunitense (n. 1958)
- 1980 - Ed Hickey, cestista, giocatore di football americano e allenatore di pallacanestro statunitense (n. 1902)
- 1981 - Ciro Capobianco, poliziotto italiano (n. 1960)
- 1981 - William Edmunds, attore italiano (n. 1886)
- 1982 - Charles Brooks, criminale statunitense (n. 1942)
- 1982 - José Echeveste, calciatore spagnolo (n. 1899)
- 1982 - Bertus de Harder, calciatore olandese (n. 1920)
- 1982 - Harry Jerome, velocista canadese (n. 1940)
- 1982 - Edvard Westerlund, lottatore finlandese (n. 1901)
- 1983 - Marc Raubenheimer, pianista sudafricano (n. 1952)
- 1984 - Gail Bonney, attrice statunitense (n. 1901)
- 1984 - Jeanne Cagney, attrice statunitense (n. 1919)
- 1984 - Jack Mercer, doppiatore statunitense (n. 1910)
- 1984 - Bernard Ormanowski, canottiere polacco (n. 1907)
- 1985 - Carroll Thomas Dozier, vescovo cattolico statunitense (n. 1911)
- 1985 - Robert Graves, poeta, saggista e romanziere britannico (n. 1895)
- 1985 - Potter Stewart, giudice statunitense (n. 1915)
- 1986 - Enrico Arrigoni, anarchico italiano (n. 1894)
- 1986 - Charlotte Bara, ballerina tedesca (n. 1901)
- 1986 - Roberto Bianchi Montero, regista, sceneggiatore e attore italiano (n. 1907)
- 1986 - Franco Ferrai, artista italiano (n. 1910)
- 1986 - Luigi Gabba, calciatore italiano (n. 1906)
- 1986 - Pietro Ghizzardi, pittore e scrittore italiano (n. 1906)
- 1986 - Concha Méndez, poetessa spagnola (n. 1898)
- 1986 - Aleksandr Vasil'evič Saričev, compositore di scacchi sovietico (n. 1909)
- 1986 - Albert Schwartz, nuotatore statunitense (n. 1907)
- 1987 - René Havard, attore, regista e sceneggiatore francese (n. 1923)
- 1988 - Irene Anders, attrice statunitense (n. 1929)
- 1988 - Christopher Connelly, attore statunitense (n. 1941)
- 1988 - Gonjiro Inazuka, agronomo giapponese (n. 1896)
- 1988 - Dorothy Jordan, attrice statunitense (n. 1906)
- 1988 - Elio Migliorini, geografo e esperantista italiano (n. 1902)
- 1989 - Haystacks Calhoun, wrestler statunitense (n. 1934)
- 1989 - Phil Dokes, giocatore di football americano statunitense (n. 1955)
- 1989 - Hans Hartung, pittore tedesco (n. 1904)
- 1989 - Melchior Wezel, ginnasta svizzero (n. 1903)
- 1990 - Reinaldo Arenas, scrittore, poeta e drammaturgo cubano (n. 1943)
- 1990 - Joan Bennett, attrice statunitense (n. 1910)
- 1990 - Horst Bienek, scrittore e poeta tedesco (n. 1930)
- 1990 - Enrico Coveri, stilista, imprenditore e modello italiano (n. 1952)
- 1990 - Rinaldo Ossola, economista e politico italiano (n. 1913)
- 1991 - Aldo Forzoni, vescovo cattolico italiano (n. 1912)
- 1991 - Alberto Longoni, artista italiano (n. 1921)
- 1991 - Giglio Panza, giornalista italiano (n. 1913)
- 1991 - Gordon Pirie, mezzofondista britannico (n. 1931)
- 1991 - Piero Pozzi, calciatore italiano (n. 1920)
- 1992 - Ina Souez, soprano statunitense (n. 1903)
- 1993 - Félix Houphouët-Boigny, sindacalista e politico ivoriano (n. 1905)
- 1993 - Wolfgang Paul, fisico tedesco (n. 1913)
- 1993 - Robert Taft Jr., politico statunitense (n. 1917)
- 1994 - Elga Andersen, modella e attrice tedesca (n. 1935)
- 1994 - William Chalmers, hockeista su ghiaccio e allenatore di hockey su ghiaccio canadese (n. 1934)
- 1994 - Pierre Cloarec, ciclista su strada francese (n. 1909)
- 1994 - Wolfango Dalla Vecchia, compositore, organista e direttore d'orchestra italiano (n. 1923)
- 1994 - Edward Rell Madigan, politico statunitense (n. 1936)
- 1994 - Giuseppe Martinoli, vescovo cattolico svizzero (n. 1903)
- 1995 - Bob Hamilton, cestista e allenatore di pallacanestro statunitense (n. 1922)
- 1995 - Masashi Watanabe, allenatore di calcio e calciatore giapponese (n. 1936)
- 1996 - José Donoso, scrittore e giornalista cileno (n. 1924)
- 1996 - Giuseppe Perego, fumettista e illustratore italiano (n. 1915)
- 1996 - Phillip Reed, attore statunitense (n. 1908)
- 1996 - Ryszard Szymczak, calciatore polacco (n. 1944)
- 1997 - Billy Bremner, calciatore e allenatore di calcio scozzese (n. 1942)
- 1997 - Félix Candela, architetto spagnolo (n. 1910)
- 1997 - Fernand Cornez, ciclista su strada e ciclocrossista francese (n. 1907)
- 1997 - Ottorino Dugini, allenatore di calcio e calciatore italiano (n. 1914)
- 1997 - Karl August Folkers, biochimico statunitense (n. 1906)
- 1997 - Armando Valente, marciatore italiano (n. 1903)
- 1998 - John Addison, compositore britannico (n. 1920)
- 1998 - Bill Coven, cestista statunitense (n. 1920)
- 1998 - Michael Craze, attore britannico (n. 1942)
- 1998 - Voitto Hellsten, velocista finlandese (n. 1932)
- 1998 - Carlos Oviedo Cavada, cardinale e arcivescovo cattolico cileno (n. 1927)
- 1998 - Martin Rodbell, biochimico statunitense (n. 1925)
- 1999 - Carmelo Azzarà, politico italiano (n. 1935)
- 1999 - Kenny Baker, trombettista e compositore britannico (n. 1921)
- 1999 - Mirto Davoine, calciatore uruguaiano (n. 1933)
- 1999 - Francesco Dulbecco, politico italiano (n. 1920)
- 1999 - Darling Légitimus, attrice e cantautrice francese (n. 1907)
- 1999 - Alfons Moog, calciatore tedesco (n. 1915)
- 2000 - Sergio Bellone, partigiano e ingegnere italiano (n. 1915)
- 2000 - Giuseppe Montanucci, grafico e gallerista italiano (n. 1922)
- 2000 - Michele Straniero, cantautore, musicologo e giornalista italiano (n. 1936)
- 2000 - Billy White, calciatore inglese (n. 1936)

## XXI secolo(107)
- 2001 - Vincenzo Corghi, politico italiano (n. 1927)
- 2001 - Peter Elias, informatico statunitense (n. 1933)
- 2002 - Cesare Cancellieri, docente italiano (n. 1937)
- 2003 - Joe Skeen, politico statunitense (n. 1927)
- 2004 - Felicia Impastato, attivista italiana (n. 1916)
- 2004 - María Rosa Gallo, attrice argentina
- 2004 - Abdellah Mohia, scrittore, poeta e drammaturgo algerino (n. 1950)
- 2004 - Christine Wodetzky, attrice tedesca (n. 1938)
- 2005 - Adrian Biddle, direttore della fotografia inglese (n. 1952)
- 2005 - Carroll Ashmore Campbell Jr., politico statunitense (n. 1940)
- 2005 - Evgenij Vladimirovič Fridman, attore e regista sovietico (n. 1929)
- 2005 - Paolo Sylos Labini, economista italiano (n. 1920)
- 2005 - Paolo Torrisi, attore, doppiatore e direttore del doppiaggio italiano (n. 1950)
- 2006 - Ljuben Berov, economista, storico e politico bulgaro (n. 1925)
- 2006 - Kevin Berry, nuotatore australiano (n. 1945)
- 2006 - Anton Bolinder, altista svedese (n. 1915)
- 2006 - Antonio Dei, calciatore italiano (n. 1917)
- 2006 - Moses Hardy, militare statunitense (n. 1894)
- 2006 - Jeane Kirkpatrick, politica e diplomatica statunitense (n. 1926)
- 2006 - Jay McShann, musicista e cantante statunitense (n. 1916)
- 2006 - Stefano Ruffini, cantante italiano (n. 1963)
- 2006 - Gurnam Singh, mezzofondista e maratoneta indonesiano (n. 1931)
- 2007 - Pietro Amendola, politico e giornalista italiano (n. 1918)
- 2007 - John Hollowbread, calciatore inglese (n. 1934)
- 2007 - Francesco Patriarca, politico italiano (n. 1932)
- 2008 - Valerio Rolando Boesso, editore, imprenditore e politico italiano (n. 1920)
- 2008 - Esterino Bosco, presbitero italiano (n. 1915)
- 2008 - Jacques Jomier, presbitero, religioso e islamista francese (n. 1914)
- 2009 - Shunkichi Hamada, hockeista su prato giapponese (n. 1910)
- 2009 - Norma Mascellani, pittrice italiana (n. 1909)
- 2010 - Rino Di Fraia, calciatore italiano (n. 1932)
- 2010 - Elizabeth Edwards, avvocato e politica statunitense (n. 1949)
- 2010 - Gus Mercurio, pugile e attore statunitense (n. 1928)
- 2010 - Kari Tapio, cantante finlandese (n. 1945)
- 2010 - Federico Vairo, calciatore argentino (n. 1930)
- 2011 - Carlo Forcella, politico italiano (n. 1923)
- 2011 - Harry Morgan, attore e regista statunitense (n. 1915)
- 2011 - Jerry Robinson, fumettista statunitense (n. 1922)
- 2011 - Tonny Albert Springer, matematico tedesco (n. 1926)
- 2011 - Francesco Zuddas, politico italiano (n. 1946)
- 2012 - Gilbert Durand, antropologo e saggista francese (n. 1921)
- 2012 - Denis Houf, calciatore belga (n. 1932)
- 2012 - Nikola Ilić, cestista serbo (n. 1985)
- 2012 - Arthur Larsen, tennista statunitense (n. 1925)
- 2012 - Daniel Panzac, storico e orientalista francese (n. 1933)
- 2012 - Claudio Salocchi, designer e architetto italiano (n. 1934)
- 2013 - Alan Bridges, regista inglese (n. 1927)
- 2013 - Salvino Catania, pittore italiano (n. 1945)
- 2013 - Eero Kolehmainen, fondista finlandese (n. 1918)
- 2013 - Jacob Matlala, pugile sudafricano (n. 1962)
- 2013 - Édouard Molinaro, attore, regista e produttore cinematografico francese (n. 1928)
- 2013 - Igor' Nikolaev, regista sovietico (n. 1924)
- 2013 - Chick Willis, cantante e chitarrista statunitense (n. 1934)
- 2014 - Irving Guttman, regista teatrale canadese (n. 1928)
- 2014 - Renato Luosi, calciatore italiano (n. 1932)
- 2014 - Ken Weatherwax, attore statunitense (n. 1955)
- 2015 - Martin E. Brooks, attore statunitense (n. 1925)
- 2015 - Abbondio Marcelli, canottiere italiano (n. 1932)
- 2015 - Tonino Milite, pittore, poeta e illustratore italiano (n. 1942)
- 2015 - Rrok Kola Mirdita, arcivescovo cattolico albanese (n. 1939)
- 2015 - Shirley Stelfox, attrice britannica (n. 1941)
- 2015 - Peter Westbury, pilota automobilistico inglese (n. 1938)
- 2016 - Ian Cartwright, calciatore inglese (n. 1964)
- 2016 - Viktor Danilov, presbitero, storico e pubblicista russo (n. 1927)
- 2016 - Paul Elvstrøm, velista danese (n. 1928)
- 2016 - Greg Lake, cantante, bassista e chitarrista britannico (n. 1947)
- 2017 - Philippe Maystadt, politico belga (n. 1948)
- 2017 - Sunny Murray, musicista e batterista statunitense (n. 1936)
- 2017 - Steve Reevis, attore statunitense (n. 1962)
- 2017 - Omar Ronda, artista, pittore e scultore italiano (n. 1947)
- 2017 - Maria Serraino, mafiosa italiana (n. 1931)
- 2017 - Stefan Sonderegger, storico, linguista e militare svizzero (n. 1927)
- 2017 - Fatty Taylor, cestista statunitense (n. 1946)
- 2018 - Belisario Betancur Cuartas, politico colombiano (n. 1923)
- 2018 - Aldo Grimaldi, armatore italiano (n. 1922)
- 2018 - Victor Hayden, pittore e musicista statunitense
- 2018 - Michal Kraus, scrittore ceco (n. 1930)
- 2018 - Luigi Radice, calciatore e allenatore di calcio italiano (n. 1935)
- 2018 - Giorgio di Simone, architetto e scrittore italiano (n. 1925)
- 2018 - Lino Villa, calciatore italiano (n. 1946)
- 2019 - Reinhard Bonnke, predicatore e scrittore tedesco (n. 1940)
- 2019 - Giuseppe Frigo, avvocato e giurista italiano (n. 1935)
- 2019 - Max van Gelder, pallanuotista olandese (n. 1924)
- 2019 - Ron Saunders, calciatore e allenatore di calcio inglese (n. 1932)
- 2019 - Simon Streatfeild, violista, direttore d'orchestra e docente britannico (n. 1929)
- 2019 - Zaza Urushadze, regista e sceneggiatore georgiano (n. 1965)
- 2020 - Torben Brostrøm, scrittore e critico letterario danese (n. 1927)
- 2020 - Aleksandr Gordon, regista sovietico (n. 1931)
- 2020 - Walter Hooper, scrittore e religioso statunitense (n. 1931)
- 2020 - Lidia Menapace, partigiana, politica e saggista italiana (n. 1924)
- 2020 - Ildegarda Taffra, fondista italiana (n. 1934)
- 2020 - Francesco Varotto, cestista e dirigente sportivo italiano (n. 1941)
- 2020 - Chuck Yeager, aviatore statunitense (n. 1923)
- 2021 - Mustafa Ben Halim, politico libico (n. 1921)
- 2021 - Greg Tate, scrittore, musicista e produttore discografico statunitense (n. 1957)
- 2022 - Silvio Hénin, storico, biologo e informatico italiano (n. 1945)
- 2022 - Jan Nowicki, attore polacco (n. 1939)
- 2023 - Vittorio Crociara, calciatore, allenatore di calcio e dirigente sportivo italiano (n. 1941)
- 2023 - Emmanuelle Debever, attrice francese (n. 1963)
- 2023 - Emiko Miyamoto, pallavolista giapponese (n. 1937)
- 2023 - Benjamin Zephaniah, scrittore e poeta britannico (n. 1958)
- 2024 - Evgenij Alejnikov, tiratore a segno russo (n. 1967)
- 2024 - Marco Fumi, politico italiano (n. 1941)
- 2024 - Gianguido Guidotti, politico italiano (n. 1937)
- 2024 - Orlando Rossardi, poeta e drammaturgo cubano (n. 1938)
- 2024 - Josif Vitebs'kyj, schermidore sovietico (n. 1938)
- 2024 - Tom Voyce, rugbista a 15 inglese (n. 1981)

## Senza anno specificato(1)
- Adeliza di Normandia, nobile normanna